# Мистер Вампир
«Мистер Вампир» (иер. трад. 殭屍先生, англ. Mr. Vampire) — гонконгская комедия 1985 года, снятая режиссёром Рики Лау. Главные роли в фильме исполнили Рики Хёй, Мун Ли, Чин Сиу-хо, Лам Чинъин, Вонг Сиу-фанг и Билли Лау. Фильм получил 13 номинаций на 5-й Гонконгской кинопремии, одержав победу в номинации "Лучшая музыка".

## Сюжет
Во времена Китайской республики Мастер Кау (Лам Чинъин) и его ученики (Рики Хёй и Чин Сиу-хо) соглашаются на повторное погребение отца местного богача (Хуан Ха). Выкопанный труп оказывается вампиром (цзянши). Он нападает на своего сына, делает его вампиром, и они вместе сбегают. Мастер Кау со своими учениками отправляется в погоню за вурдалаками.

## В ролях
- Лам Чинъин — Мастер Кау (九叔), священник, специализирующийся на даосских сверхъестественных искусствах
- Рики Хёй — Ман-чой (文才), ученик Кау
- Чин Сиу-хо[англ.] — Чау-сан (秋生), ученик Кау
- Мун Ли — Тин-тин (婷婷), дочь Мастера Яма
- Хуан Ха — Мастер Ям (任老爺), богатый человек
- Энтони Чан[англ.] — Священник-очкарик (四目道長), младший брат Кау
- Полин Вонг Сиу-фанг — Джейд (董小玉), женщина-призрак, которая соблазняет Чау-сана
- Билли Лау[англ.] — Вай (阿威), инспектор полиции, двоюродный брат Тин-тин
- Юен Вах[англ.] — цзянши

## Кассовые сборы
Первоначально бюджет фильма составлял 4,5 миллиона гонконгских долларов, но к середине съёмок он уже был исчерпан. Окончательный бюджет на картину составил 8,5 миллионов гонконгских долларов. По оценкам Саммо Хун, Golden Harvest потеряет из-за фильма от 2 до 3 миллионов гонконгских долларов.

## Сиквелы и влияние
Фильм дал толчок развитию цзянши-жанра в гонконгском кинематографе. В последующие годы вышел целый ряд сиквелов и картин, в которых одним из основных действующих лиц был герой Лам Чинъина: «Мистер Вампир 2» (1986), «Мистер Вампир 3» (1987), «Мистер Вампир 4» (1988), «Вампир против Вампира» (1989), «Волшебный Полицейский» (1990), «Встречи с привидениями 2» (1990), «Мистер Вампир 1992» (1992). Успех картины в конечном счёте сделала Лама заложником одной роли — режиссёры начали использовать его в одном амплуа.

## Номинации
| Год  | Кинопремия / кинофестиваль | Категория                         | Претендент                          | Результат |
| ---- | -------------------------- | --------------------------------- | ----------------------------------- | --------- |
| 1985 | 5-я Гонконгская кинопремия | Лучший фильм                      | Мистер Вампир                       | Номинация |
| 1985 | 5-я Гонконгская кинопремия | Лучший режиссёр                   | Рики Лау                            | Номинация |
| 1985 | 5-я Гонконгская кинопремия | Лучший сценарий                   | Рики Лау, Чеук Хонь Сито, Бэрри Вон | Номинация |
| 1985 | 5-я Гонконгская кинопремия | Лучшая мужская роль второго плана | Билли Лау, Лам Чинъин               | Номинация |
| 1985 | 5-я Гонконгская кинопремия | Лучший новый актёр                | Билли Лау                           | Номинация |
| 1985 | 5-я Гонконгская кинопремия | Лучшая операторская работа        | Питер Нгор                          | Номинация |
| 1985 | 5-я Гонконгская кинопремия | Лучшая работа художника           | Хонни Лам                           | Номинация |
| 1985 | 5-я Гонконгская кинопремия | Лучший монтаж                     | Питер Чун                           | Номинация |
| 1985 | 5-я Гонконгская кинопремия | Лучшая музыка                     | Алестер Монтейт-Ходж                | Победа    |
| 1985 | 5-я Гонконгская кинопремия | Лучшая постановка экшена          | Лам Чинъин, Юэнь Ва                 | Номинация |